# Медведки (Новодугинский район)
Медведки — деревня в Новодугинском районе Смоленской области России. Входит в состав Извековского сельского поселения. Население — 49 жителей (2007 год). 
Расположена в северо-восточной части области в 6 км к юго-западу от Новодугина, в 3 км западнее автодороги Р134 «Старая Смоленская дорога» Смоленск — Дорогобуж — Вязьма — Зубцов, на берегу реки Вазуза. В 7 км восточнее деревни расположена железнодорожная станция Новодугино на линии Вязьма — Ржев. 

## История
В годы Великой Отечественной войны деревня была оккупирована гитлеровскими войсками в октябре 1941 года, освобождена в марте 1943 года.